# Tomografia computadorizada de feixe cônico

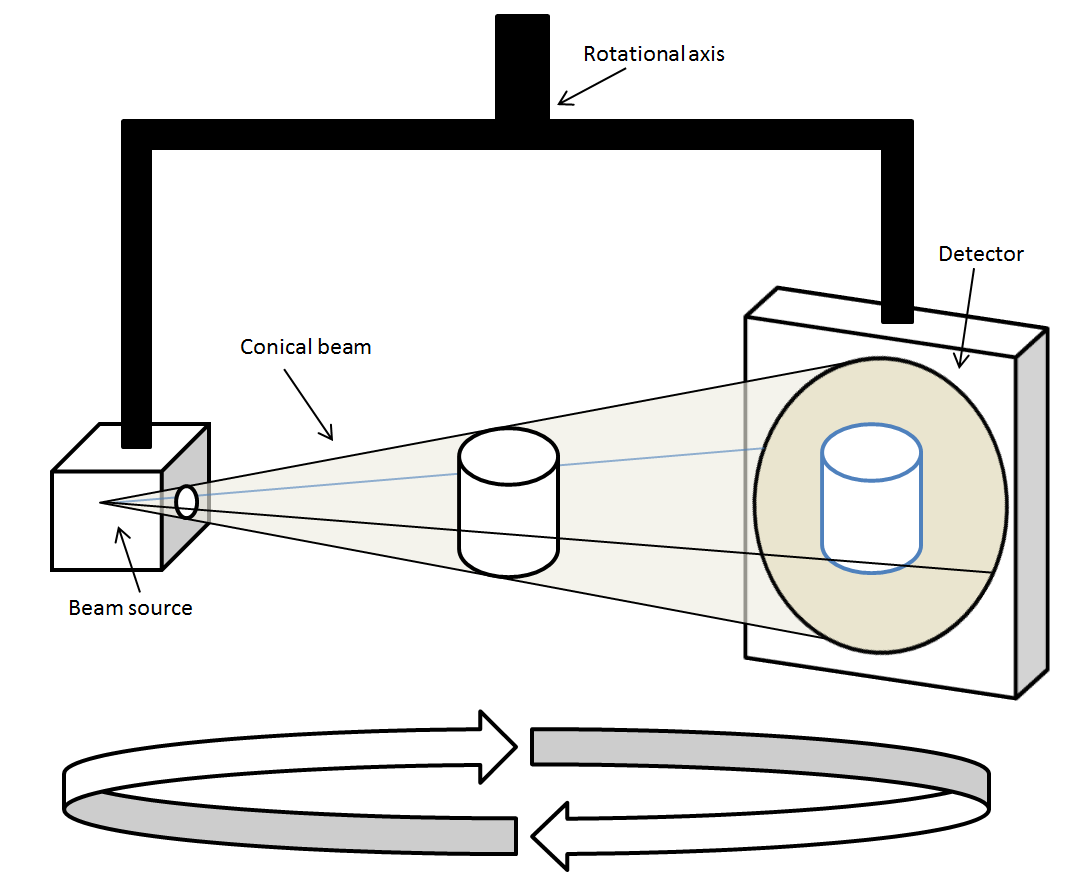
Principio do funcionamento da tomografia computadorizada de feixe cônico.

A Tomografia computadorizada de feixe cônico (CTFC) também conhecida com tomografia computadorizada Cone Beam usa um feixe cônico de raios X com forma redonda ou retangular centralizado num sensor bidimensional para realizar uma varredura numa rotação de 360 graus ao redor da cabeça do paciente. Durante a varredura, uma série de 360 exposições ou projeções é adquirida, uma a cada grau da rotação, a qual fornece dados digitais para a reconstrução do volume exposto por algoritmo computacional. 
A tomografia computadorizada(CT) trata-se de um método de diagnóstico por imagem que utiliza a radiação x e permite obter a reprodução de uma secção do corpo humano em quaisquer uns dos três planos do espaço.  Diferentemente das radiografias convencionais, que projetam em um só plano todas as estruturas atravessadas pelos raios-x, a TC evidencia as relações estruturais em profundidade, mostrando imagens em “fatias” do corpo humano. A TC permite enxergar todas as estruturas em camadas, principalmente os tecidos mineralizados, com uma definição admirável, permitindo a delimitação de irregularidades tridimensionalmente.

A tomografia convencional e a tomografia computadorizada têm sido as técnicas de escolha para observar os tecidos ósseos duros dos maxilares na avaliação de patologias em traumatismo no plano para tratamento de implantes dentários. Nos últimos anos, um novo método introduzido chamado tomografia computadorizada de feixe cônico pôde provar ser mais eficiente e econômico que a tomografia convencional ou a CT no diagnóstico oral.